# Enric Guinot
Enric Guinot Rodríguez (Castellón de la Plana, 1956) es un historiador español, catedrático de historia medieval de la Universidad de Valencia. Es miembro del Institut d'Estudis Catalans. Ha trabajado sobre la repoblación del Reino de Valencia y sus orígenes.

## Obras
- Feudalismo en expansión en el norte valenciano. Antecedentes y desarrollo del señorío de la Orden de Montesa, siglos XIII y XIV, Castellón de la Plana, Diputación Provincial, 1984.
- Cartes de poblament medievals valencianes, Valencia, Generalitat Valenciana, 1991.
- Els límits del Regne. El procés de formació territorial del País Valencià medieval (1238-1500), Valencia, Edicions Alfons el Magnànim, 1995.
- Els fundadors del regne de València. Repoblament, antroponímia i llengua a la valència medieval, Valencia, Eliseu Climent, editor, 1999.
- La Baja Edad Media. Economía y sociedad, Madrid, Síntesis, 2003.
- Los valencianos de tiempos de Jaime I. La formación de una sociedad feudal en el Mediterráneo del siglo XIII, Valencia, Tirant, 2012.